# Janaki a Milton Manaki

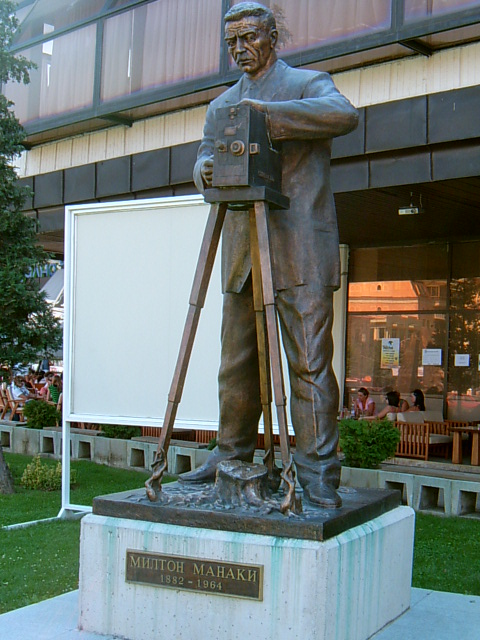
Socha Miltona Manakiho v Bitole

Janaq (1878 Avdella – 1954 Soluň, Řecko) a Milton (1882 Avdella – 1964 Bitola, Socialistická republika Makedonie) Manaki (nebo přesněji Manaqi) byli balkánští fotografové a filmaři, průkopníci těchto umění na poloostrově. V roce 1905 natočili první film v regionu ve městě Bitola. Na počest jejich práce se každoročně v Bitole koná Mezinárodní filmový festival bratrů Manakiových. Jsou známí jako autoři více než 17 300 fotografií ve 120 různých místech.

## Jména
Bratři byli původem Valaši z pohoří Pindit a přilehlých oblastí. Často se nazývají Janaq a Milto Manaki, Manaqi nebo Manakia. V makedonštině jsou známí jako Janaki a Milton Manaki (Јанаки a Милтон Манаки) a v řečtině Yiannakis a Miltiadis Manakias (Γιαννάκης a Μιλτιάδης Μανάκιας). Ale jsou také známí pod obecným názvem bratři Manaqi, Manaki nebo Manakis.

## Životopis
Janaq a Milto Manakiové se narodili v horské vesnici Avdella, tehdy v části osmanské říše, dnes na hranici mezi provincemi Thesálie a Epirus v Řecku.
V roce 1905 koupili v Londýně kameru Bioscope a použili ji k natáčení různých témat. Snímek, ve kterém jejich 114letá babička tká přízi na kolovrátku u domu v Avdelle v délce 60 sekund je řazen mezi první kinofilm na Balkáně. Dále natočili například návštěvy vysokých úředníků v Bitole, včetně sultána Mehmeda (1911), krále Petra (Petara) a prince Alexandra Srbska (1913) a krále Konstantina a prince Pavla z Řecka (1918); místní svátky a svatby nebo povstalecká hnutí. Otevřeli první kino v Bitole, nejprve na volném prostranství (1921) a poté v sále (1923).
V roce 1906 je pozval na svůj dvůr Karel I. Rumunský a požádal je o zastávání funkce svých dvorních fotografů. Na jubilejní výstavě v Bukurešti získali zlatou medaili.
Jejich filmové archivy byly v roce 1955 uchovány ve Státním archivu Socialistické federativní republiky Jugoslávie, ale v roce 1976 byly převedeny do Cinemathotéky Socialistické republiky Makedonie (součást svazku jugoslávské federace po druhé světové válce).
Na jejich počest se v Bitole koná každoroční mezinárodní filmový festival.
Příběh bratra Janakiho byl hlavním motivem, na kterém řecký filmař Theo Angelopoulos založil film Shikimi i Uliksit (Τέμά του Οδυσσάς), kde se jako metafora použilo hledání ztraceného filmového kotouče bratrů Manakiů na Balkáně. Film začíná klasickým záběrem na babičku, která přede vlněnou přízi na kolovrátku.

## Filmografie
- 1918 – Přivítání řeckého krále a dědice trůnu Pavla generálem Bojovicem v Bitole
- 1911 – Pohřeb metropolity Aimilianose z Graveny
- 1911 – Přivítání sultána Mehmeda V. Reshada v Bitole
- 1908 – Pozdrav druhé ústavní éry v Bitole
- 1905 – Přadleny (Avdela)

Celková délka všech filmů vyrobených bratry Manakiovými je asi jedna a půl hodiny.

## Galerie

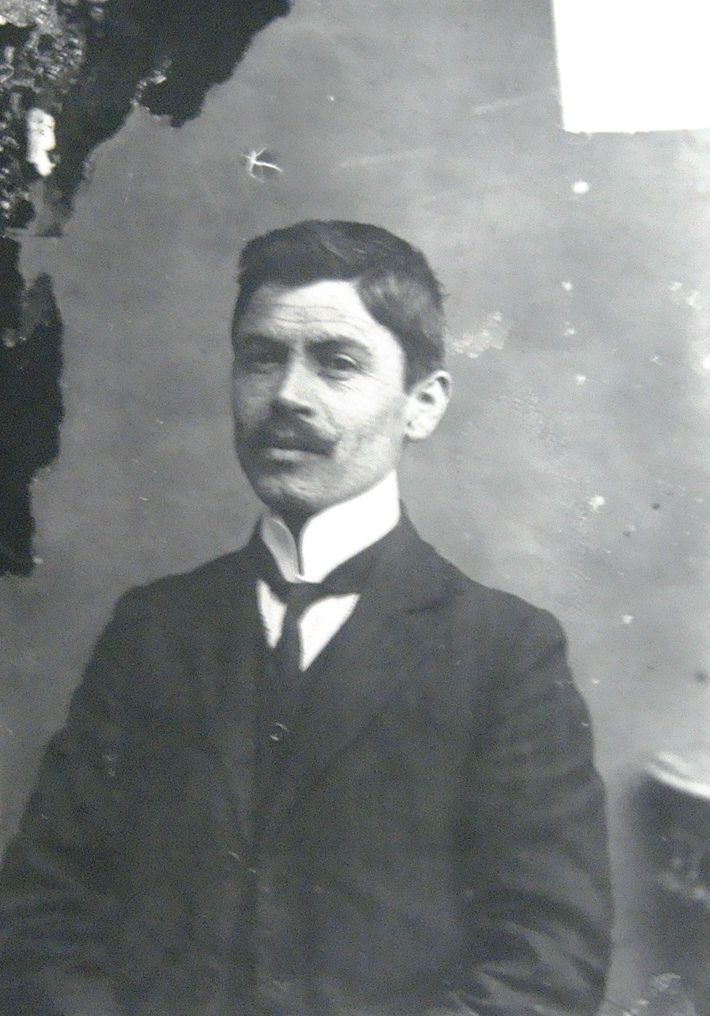
Janaki Manaki, 1899
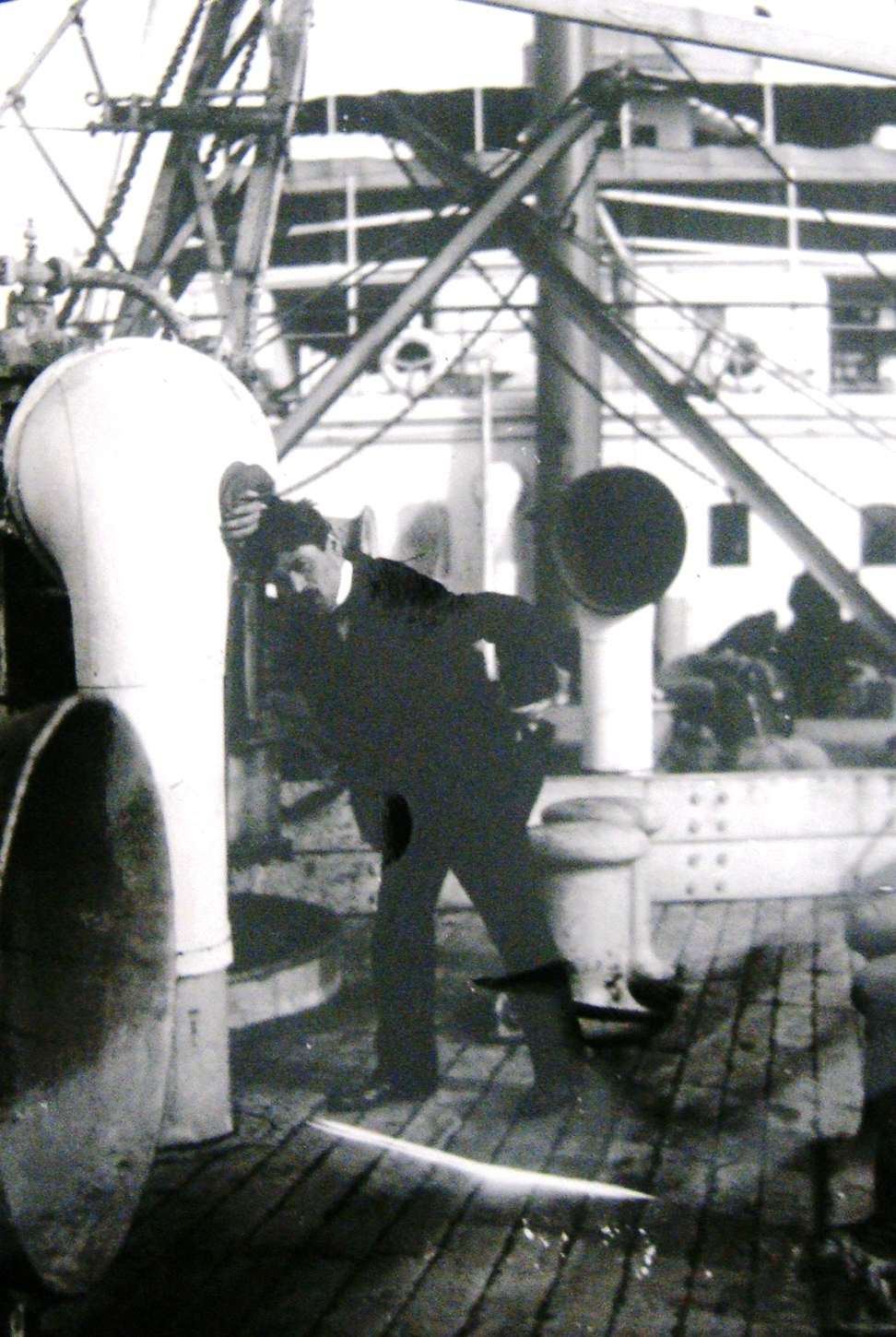
Janaki Manaki vyfotografovaný při nevolnosti kvůli mořské nemoci na lodi při cestování z Paříže do Londýna, aby si koupil filmovou kameru, 1905
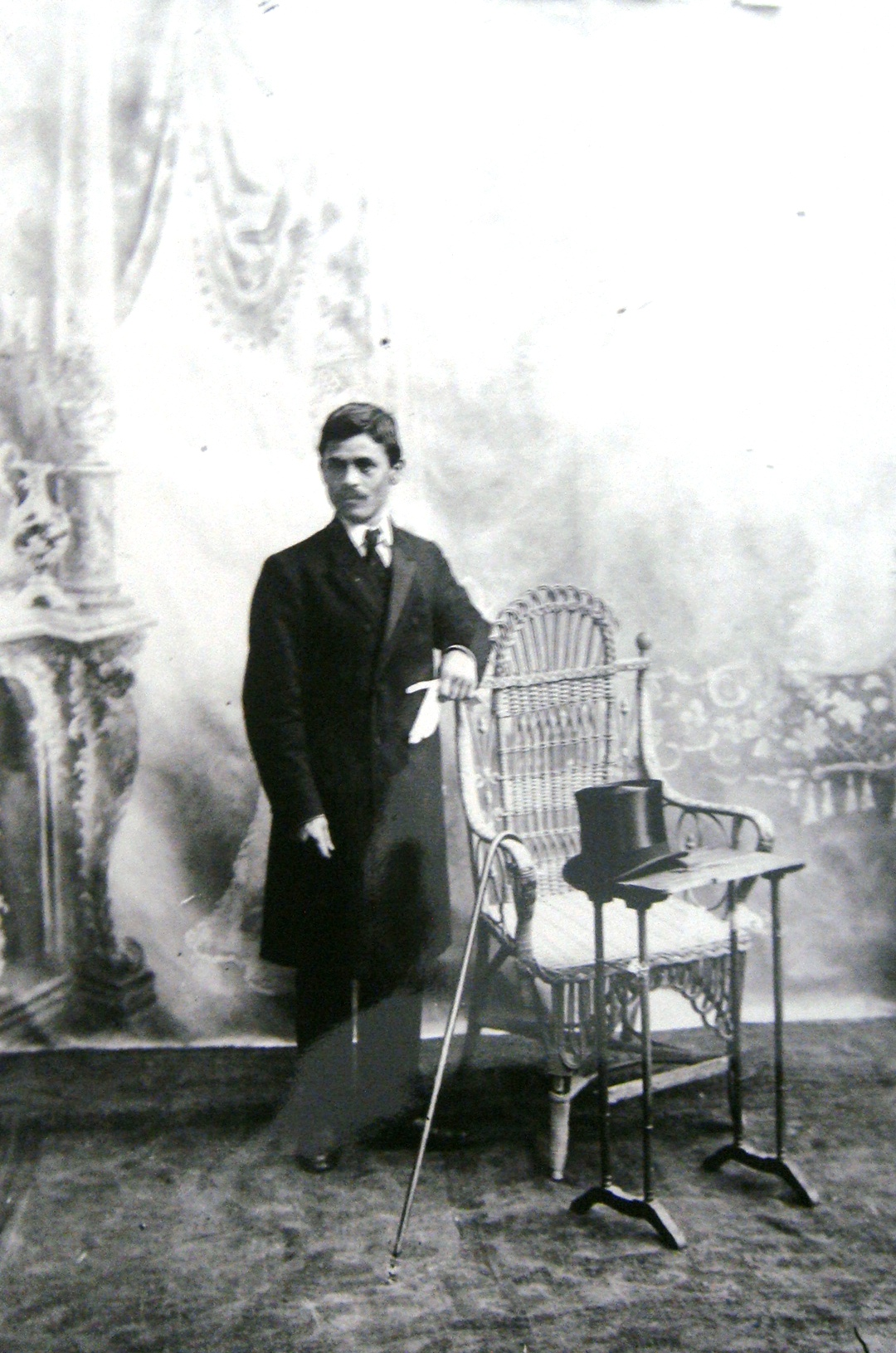
Janaki Manaki fotografovaný před králem Karlem I., Bukurešť, 1906
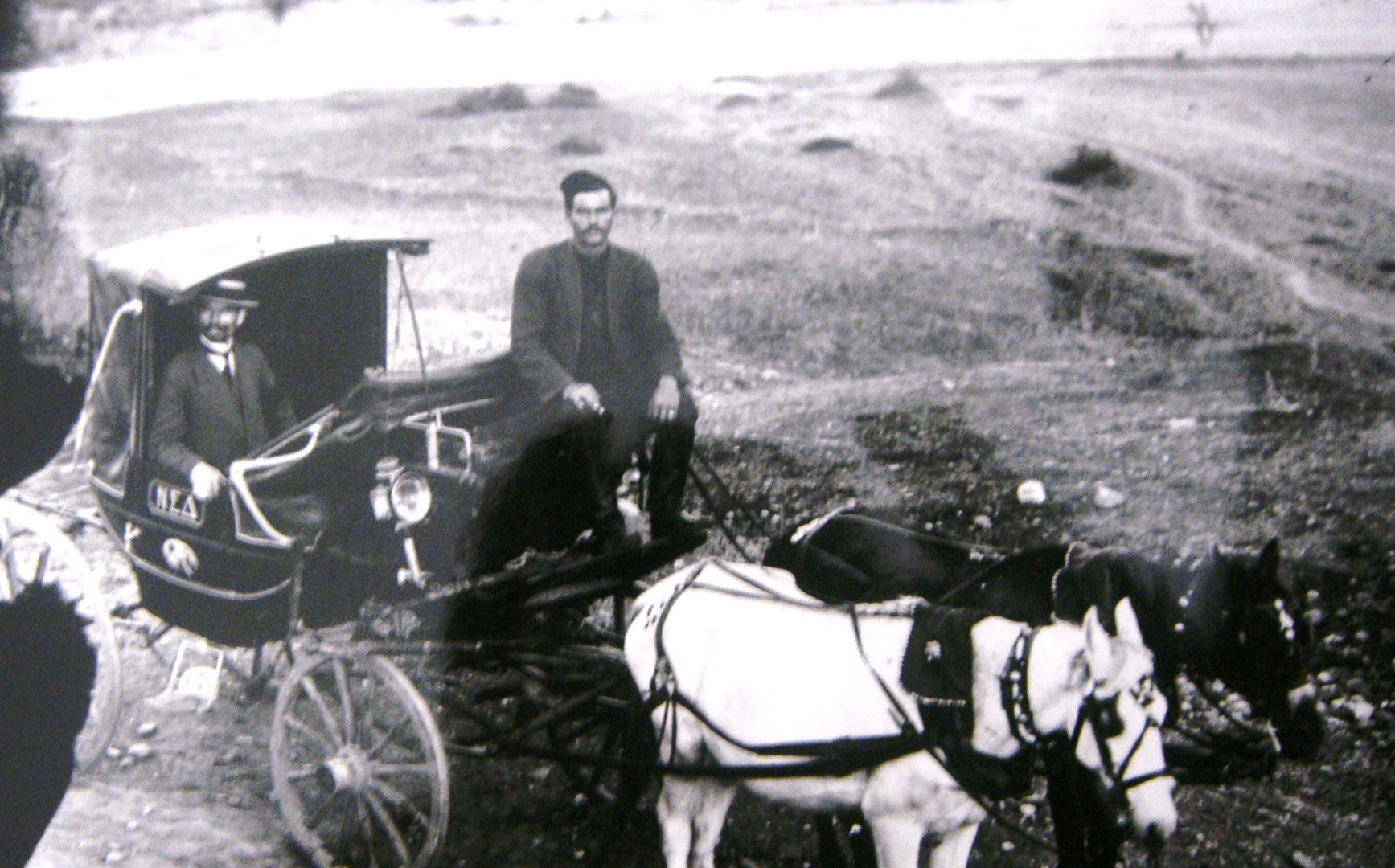
Milton Manaki na kočáru, na silnici mezi Grevenou a Sorovikjem, 1913
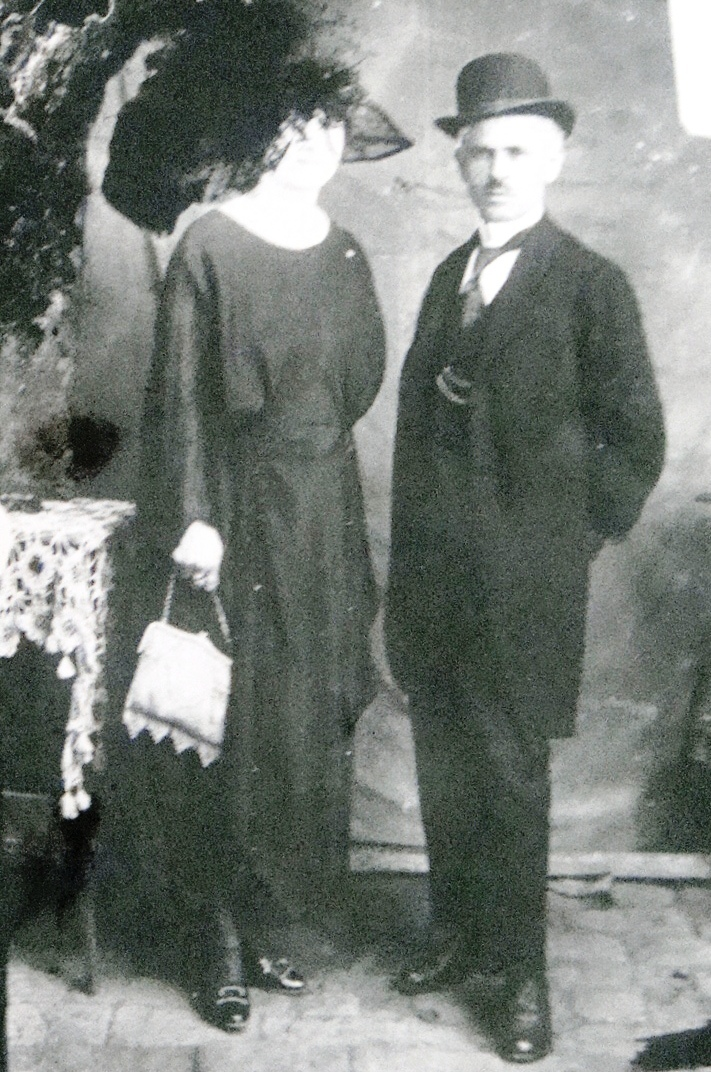
Janaki Manaki, Plovdiv, 1916–1919
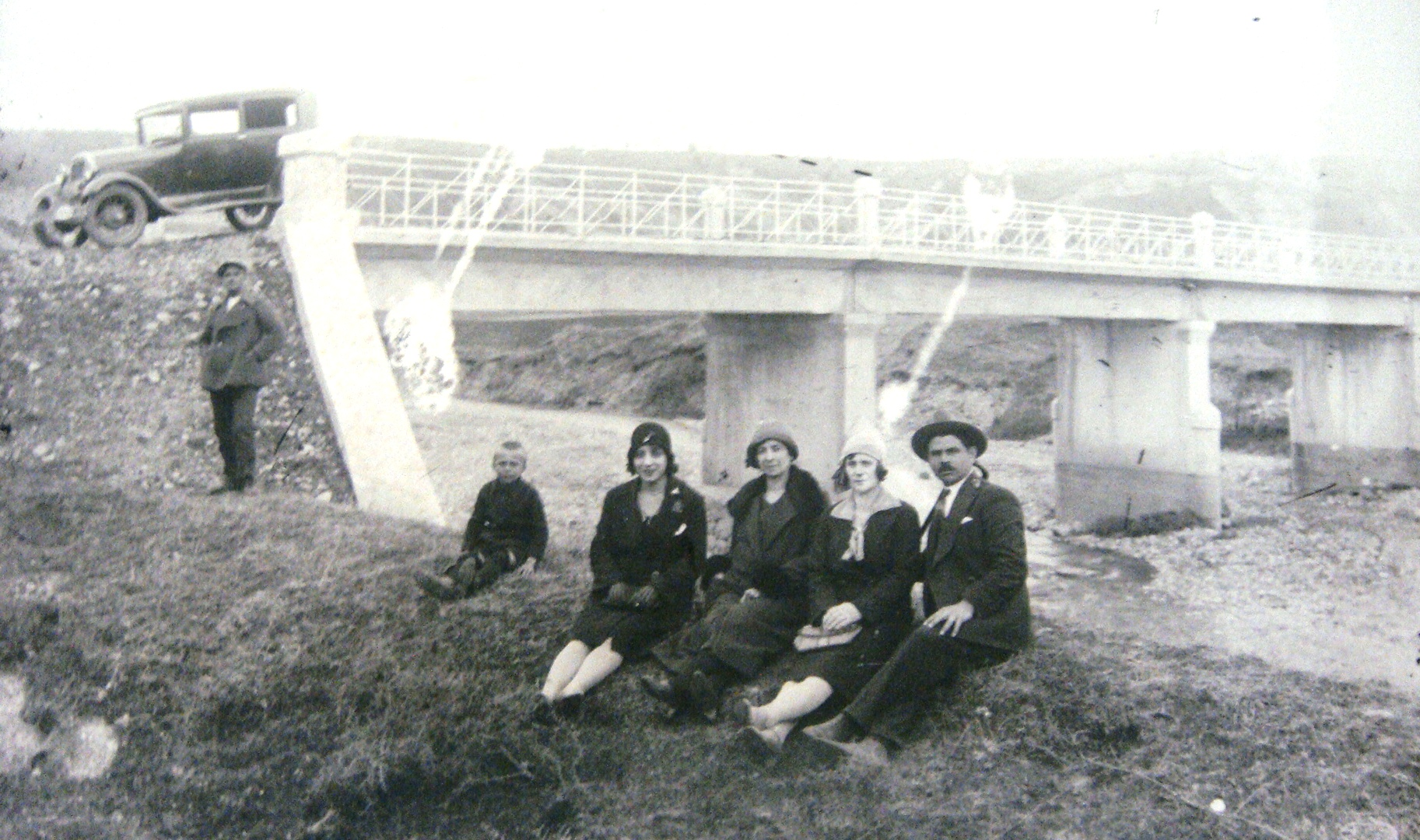
Milton Manaki (první zprava) se snoubenkou Vasilikijou Daukou a dalšími příbuznými, Grevena, 1928
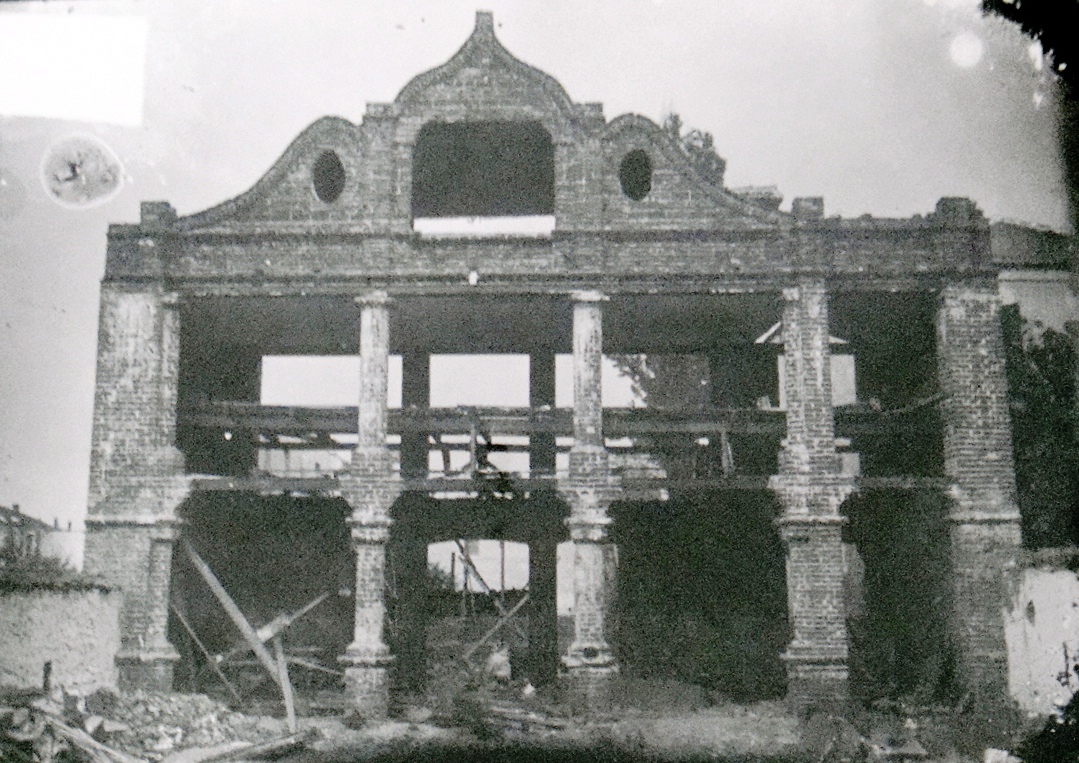
Stavba kina Manakiů, Bitola, 1923
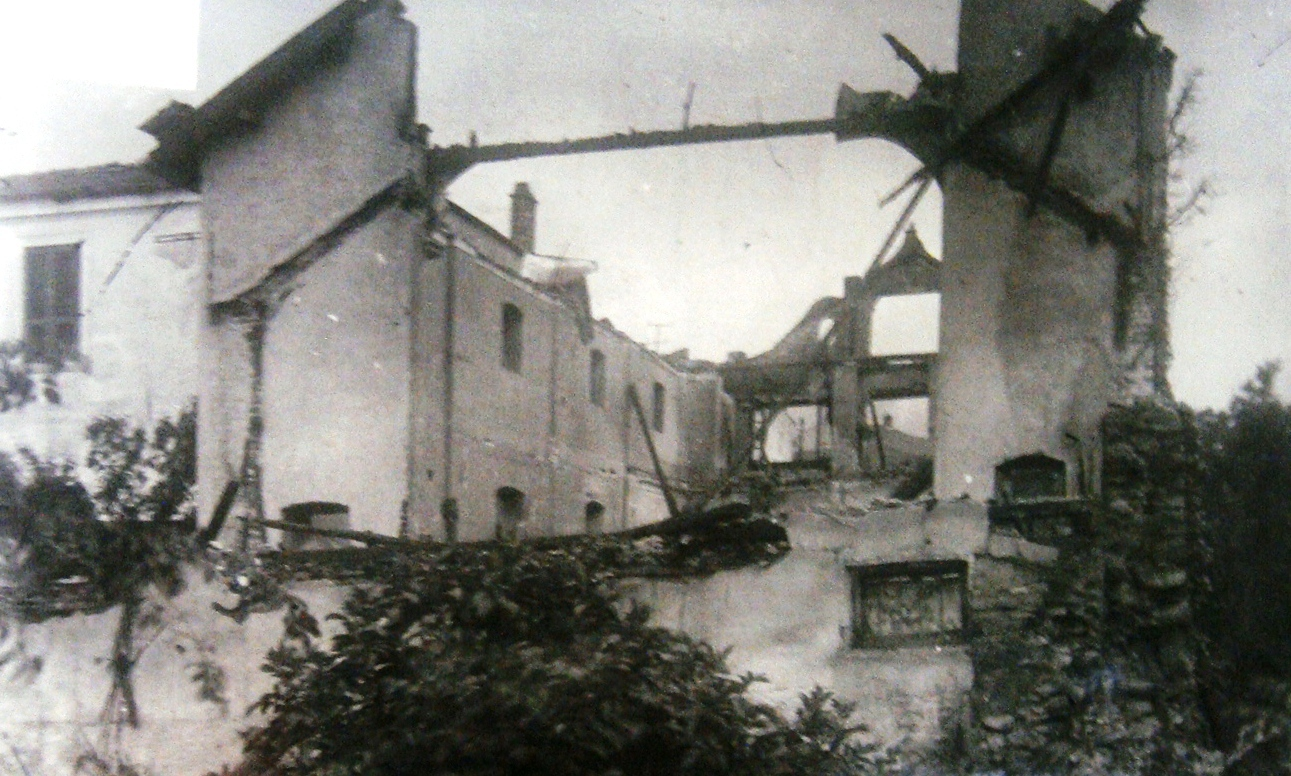
Ruiny kina bratrů Manakiů po požáru, Bitola, 1939